# 小行星23783
小行星23783（23783 Alyssachan）是一颗绕太阳运转的小行星，为主小行星带小行星。该小行星于1998年8月19日发现。

## 轨道参数
小行星23783的轨道半长轴为351 721 269 km，2.3510780 UA，离心率为0.074。